# Nyctibora confusa
Nyctibora confusa es una especie de cucaracha del género Nyctibora, familia Ectobiidae. Fue descrita científicamente por Giglio-Tos en 1897.
Habita en Bolivia y Paraguay.